# Landskapsäpplen
Landskapsäpplerna togs fram 2005 av Sveriges Pomologiska Sällskap och Riksförbundet Svensk Trädgård (tidigare Sveriges Pomologiska Förening) i samarbete med Koloniträdgårdsförbundet och Hembygdsföreningen. Äppelsorterna är typiska för Sveriges olika landskap. År 2016 kom en affisch med alla äpplena framtagen av Riksförbundet Svensk Trädgård.
| Landskap      | Äpple                |
| ------------- | -------------------- |
| Blekinge      | Melonäpple           |
| Bohuslän      | Veseäpple            |
| Dalarna       | Tunaäpple            |
| Dalsland      | Oranie               |
| Gotland       | Stenkyrke            |
| Gästrikland   | Malmbergs gylling    |
| Halland       | Brunnsäpple          |
| Hälsingland   | Bergviksäpple        |
| Härjedalen    | Rött kaneläpple      |
| Jämtland      | Rödluvan             |
| Lappland      | Rescue               |
| Medelpad      | Sundsäpple           |
| Norrbotten    | Silva                |
| Närke         | Sickelsjö vinäpple   |
| Skåne         | Aroma                |
| Småland       | Hornsberg            |
| Södermanland  | Åkerö                |
| Uppland       | P J Bergius          |
| Värmland      | Stenbock             |
| Västerbotten  | Transparente blanche |
| Västergötland | Kavlås               |
| Västmanland   | Fagerö               |
| Ångermanland  | Kramfors             |
| Öland         | Ölands kungsäpple    |
| Östergötland  | Gyllenkroks astrakan |